# Legio XII Fulminata
Legio XII Fulminata (XII Блискавичний легіон) — римський легіон. Інші назви Legio XII Victrix (Переможний) та Legio XII Antiqua (Старий). Мав прізвисько Certa Constans. 

## Історія
Створено у 58 році до н. е. Гаєм Юлієм Цезарем. Брав участь у битвах Галльської війни, зокрема відзначився в поході проти племені нервіїв 57 року до н. е., битві при Алезії 52 року до н. е.
У 49 році до н. е. разом із Цезарем брав участь у громадянській війні з Гнеєм Помпеєм Великим. Звитяжив 48 року до н. е. у битвах при Діррахіумі та Фарсалі. У 45 році до н. е. отримав під Цезаря назву Victrix (Переможний).
У 43 році до н. е. воював на боці Марка Антонія, який перейменував його на Antiqua (Старий). У 36-32 роках брав участь в Парфянській війні Антонія. 31 року до н. е. був у Ахайї під час битви при Акціумі.
З 27 року до н. е. перебував у Пармі та Термах (сучасне м.Терміні-Імерезе). У 16 році до н. е. ветерани розміщені у Патрах (провінція Ахайя). Згодом дисклокувався в Єгипті. За правління імператора Тиберія легіон переведено до Рафани у Сирії. У 20 році разом з іншими легіонами рушив до кордонів Парфії, проте війни не відбулося — парфяни відмовилися від прав на Вірменію. З цього моменту носить ім'я Блискавичний.
У 4 році до н. е., після смерті царя Ірода Великого, під загальним командуванням Квінтілія Вара придушував повстання в Юдеї. У 45 році імператор Клавдій надав ветеранам легіону (разом з іншими ветеранами) землі в Колонії Кладвія августа (біля Птолемаїди, Палестина).
З 58 до 63 року був у складі військ під загальним командуванням Гнея Доміція Корбулона. У 62 році (легат Калавій Сабін) разом з IV Скіфським легіоном під орудою Луція Цезенія Пета зазнав поразки та був оточений під Рафанеєю. В результаті угоди вимушений був відступити до Сирії. У 66 році в складі армії проконсула Гая Цестія Галла атакував повсталий Єрусалим, проте зазнав відчутних втрат. Репутація легіону була такою поганою, що Веспасіан не задіяв його для придушення повстання юдеїв. Легіон залишався у своєму таборі в Рафанеях. Тільки коли Тит прийняв на себе командування військами і відчув необхідність збільшити армію, він звернувся до XII легіону. Був при облозі Єрусалима. Після взяття міста Тит послав його до Мелітени, на Євфрат.
У 75 році за імператора Веспасіана спрямували на Кавказ, де діяв в Іберії та Албанії. Між 84 та 96 роками, в період правління імператора Доміціана, легіон знову діяв в Кавказькій Албанії, район сучасного Баку. В цей час вексиларії легіону перебували у провінції Верхня Германія, де займалися зміцненням укріплень.
У 114 році був учасником походу імператора Траяна, під час якого підкорена Вірменія. У 134 році імператор Адріан відправив легіон проти племені аланів. За імператора Антоніна Пія ветерани отримали землі в Єгипті. У 162–166 роках брав участь у війні проти Парфії, яку вів імператор Луцій Вер. Під час цієї кампанії діяв у Вірменії, захопивши Артаксату (Artaxata). У 166–170 роках був учасником Першої Маркоманської війни.
Після цього повернувся до Мелітени. Тут у 175 році під час повстання Авідія Кассія зберіг вірність імператору Марку Аврелію. За це отримав прізвисько «Звичайно постійний» (Certa Constans). Наприкінці 170-х років стояв у Вагаршапаті, столиці Вірменії. Згодом перебазувався до Трапезунду. У 193 році підтримав Песценнія Нігера у боротьбі за владу, але не був учасником боїв з Септимієм Севером.
У 195 та 197–198 роках бився проти парфян під час війн Септимія Севера. У 214 році був у поході імператора Каракалли проти Парфії. У 231–233 роках воював з персам під загальною орудою імператора Олександра Севера. У 242–244 роках під головуванням імператора Гордієна III діяв проти Персії. У 258–260 роках відбивав наступ перського царя Шапура II на кордони імперії. Бився проти парфян у складі армії Одената, володаря Пальміри. За імператора Авреліана перейшов на його бік, сприявши падіню Пальмірської держави. З Авреліана до Юстиніана I легіон стояв у Мелітені.
40 воїнів із ХІІ легіону були замучені за сповідання віри в Ісуса Христа і шануються як святі 40 мучеників Севастійських.